# Билвара
Билвара је град у Индији у држави Раџастан. Према незваничним резултатима пописа 2011. у граду је живело 360.009 становника.

## Становништво
Према незваничним резултатима пописа, у граду је 2011. живело 360.009 становника.
| 1991.   | 2001.   | 2011.   |
| ------- | ------- | ------- |
| 183.965 | 280.128 | 360.009 |